# ياماها واي أم 2164

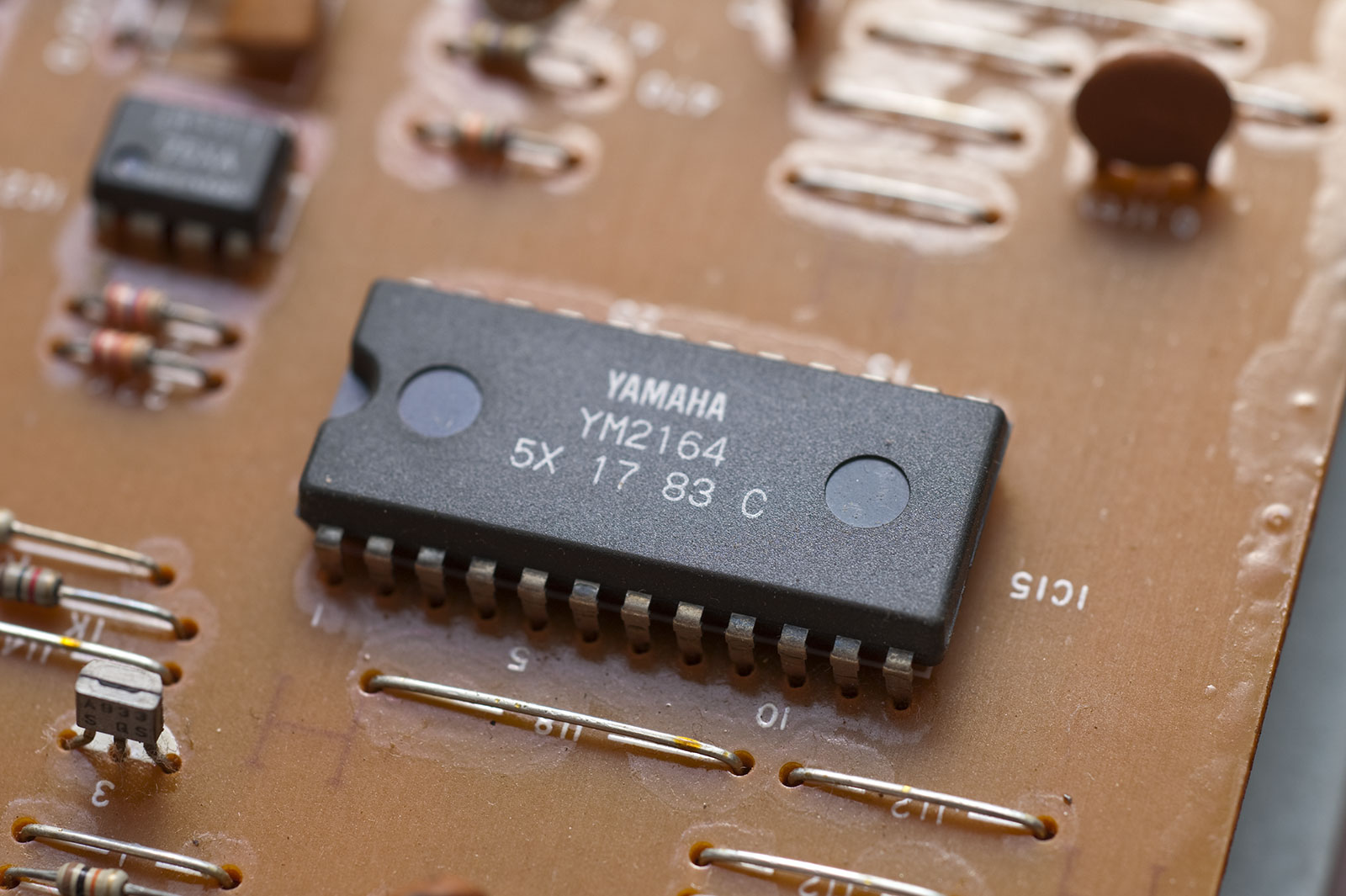
ياماها واي أم 2164

ياماها واي أم 2164 (بالإنجليزية: YM2164)‏، وتسمى OPP اختصار لـ (FM Operator Type-P)، هو شريحة صوت مركب FM طورت من قبل ياماها، متصلة بـ YM2151. أستخدمت في إصدارات مركبات ميدي، بما في ذلك ياماها DX21، DX27، DX100، SFG-05 and FB-01، مع كورج DS-8 و707.

## مزايا
تمتلك ياماها واي أم 2164 المميزات التالية:
- ثمان قنوات FM متزامنة (صوت)
- أربع محولات لكل قناة
- مذبذب تردد منخفض واحد[1]

مع أنه أتيح استخدامها من قبل كورج، لم يسمح بشرائها خارج ياماها.